# Moskvitch 410
El Moskvitch 410 es un automóvil soviético diseñado por Moskvitch en 1957, fue ideado como una versión con tracción en las cuatro ruedas del Moskvitch 402.
Este automóvil fue uno de los primeros en ser un éxito de exportación, estaba impulsado por un motor de 35 hp y 26 kW de potencia, poco después, se fabricó una variante, el 410N, el cual poseía un motor de 45 hp y 34 kW. También se diseñó un modelo familiar llamado el Moskvitch 411.
La producción de vehículos 4x4 fue cesada en los 60´s a causa de la falta de capacidad de la fábrica para vincularse con los programas de exportación. Durante el periodo de manufactura (1957-1961), 11890 modelos Moskvitch 410 fueron creados, así como 1500 modelos 411

## Características generales
El Moskvitch 410, a diferencia de los modelos anteriores, posee una carrocería más rígida, el mecanismo de dirección de un GAZ-M-20, un radiador de aceite nuevo,  suspensiones hidráulicas y unas llantas más gruesas, además, tiene una elevación del suelo de 220 mm, puede cruzar a través de agua con 3 dm de profundidad, en primera velocidad, puede subir cuestas de 33º de inclinación y llega a ir a 90 km/h en camino normal. Estas características lo hacen muy conveniente para caminos de tierra y campo traviesa.